# Laura Sánchez (plongeon)
Pour les articles homonymes, voir Sánchez et Laura Sánchez.
Laura Aleida Sánchez Soto, née le 16 octobre 1985 à Mexico, est une plongeuse mexicaine.

## Carrière
Après des participations aux Jeux olympiques d'été de 2004 et de 2008, Laura Sánchez remporte la première médaille olympique en tremplin de l'histoire du Mexique aux Jeux olympiques d'été de 2012 à Londres. Elle termine troisième de l'épreuve du tremplin à 3 mètres.